# Provincia di Xiangkhoang
La provincia di Xiangkhoang (in lao ແຂວງຊຽງຂວາງ, Khwaeng Xiangkhoang) è una provincia del Laos nord-occidentale con capoluogo Phonsavan. Nel 2004, contava su una popolazione di 262 200 abitanti distribuiti su una superficie di 15880 km², per una densità di 16,51 ab./km².

## Geografia antropica

### Suddivisioni amministrative
La provincia di Xiangkhoang è suddivisa nei seguenti otto distretti (in lao: ເມືອງ, trasl.: mueang):
| \| Codice \| Nome traslitterato del distretto \| Nome lao \| \| ------ \| -------------------------------- \| ---------- \| \| 09-01 \| mueang Pek \| ເມືອງແປກ \| \| 09-02 \| mueang Kham \| ເມືອງຄຳ \| \| 09-03 \| mueang Nong Het \| ເມືອງໜອງແຮດ \| \| 09-04 \| mueang Khoune \| ເມືອງຄູນ \| \| 09-05 \| mueang Mok May \| ເມືອງໝອກໃໝ່ \| \| 09-06 \| mueang Phou Kout \| ເມືອງພູກູດ \| \| 09-07 \| mueang Phaxay \| ເມືອງຜາໄຊ \| |                                  |            |
| Codice | Nome traslitterato del distretto | Nome lao   |
| 09-01 | mueang Pek                       | ເມືອງແປກ    |
| 09-02 | mueang Kham                      | ເມືອງຄຳ     |
| 09-03 | mueang Nong Het                  | ເມືອງໜອງແຮດ |
| 09-04 | mueang Khoune                    | ເມືອງຄູນ     |
| 09-05 | mueang Mok May                   | ເມືອງໝອກໃໝ່  |
| 09-06 | mueang Phou Kout                 | ເມືອງພູກູດ    |
| 09-07 | mueang Phaxay                    | ເມືອງຜາໄຊ   |